# أعمال شغب سجن غواياكيل (سبتمبر 2021)
أعمال شغب سجن غواياكيل هي أعمال شغب وقعت في سجن ليتورال في غواياكيل الإكوادور في 28 سبتمبر 2021. قُتل ما لا يقل عن 118 سجينًا وأصيب عدة آخرون في أعمال الشغب التي وقعت في ذلك السجن. كانت المعركة الأكثر دموية في السجون في تاريخ البلاد، وواحدة من أكثر المعارك دموية في تاريخ أمريكا اللاتينية.

## خلفية
بدأت المواجهات بين العصابات الإجرامية بعد وفاة خورخي لويس زامبرانو زعيم عصابة لوس تشونيروس، وهي من أكبر وأقدم المنظمات الإجرامية في البلاد. تم اغتيال زامبرانو في 20 ديسمبر 2020 ونتيجة للحادث انفصلت عدة مجموعات كانت في السابق جزءًا من لوس تشونيروس عن الهيكل وبدأت في مهاجمة قادتها السابقين. أصبحت هذه المجموعات فرق Los Chone Killers وLos Lobos وLos Pipos وLos Tiguerones.
وبحسب موقع بريميسياس الإخباري فإن المواجهة التي أدت إلى المذبحة في السجن كانت ستحدث رداً على الاحتفال بعيد ميلاد أحد قادة لوس تشونيروس في أحد أجنحة السجن ليلة 24 سبتمبر. يُزعم أن أعضاء Los Choneros صرحوا خلال الاحتفال أنهم كانوا أقوى عصابة داخل السجن، مما أثار غضب أعضاء عصابتي Los Lobos وLos Tiguerones.

## المذبحة
بدأت الاشتباكات بين العصابات قرابة الساعة 9:30 من صباح يوم 28 سبتمبر، عندما سمع دوي انفجارات المتفجرات الأولى داخل السجن وتقرر إجلاء الموظفين الإداريين العاملين هناك. دخل نزلاء الجناحين 8 و9 الجناح 5 وهاجموا منافسيهم، مما أسفر عن مقتل 35 شخصًا وإصابة 48. كما هاجم أعضاء عصابة لوس تيجورونيس النزلاء في الجناحين 1 و3 وقطعوا رؤوس خمسة منهم.
نتيجة المواجهة الأولى التي حدثت في الصباح وقع هجوم انتقامي آخر.

## الإستجابة
في 30 سبتمبر دخل حوالي 900 من أفراد الشرطة والجيش إلى سجن ليتورال لتهدئة السجن، رداً على إعلان الرئيس غويلرمو لاسو في اليوم السابق أن بعض الأجنحة ما زالت تفتقر إلى وجود الشرطة. أثناء الدخول عثرت القوات الأمنية على حواجز بدائية أقامها النزلاء وثقوبًا في عدة جدران استخدمها المهاجمون لدخول الأجنحة الأخرى بحثًا عن الضحايا.